# Hospital Regional Honorio Delgado
El Hospital Regional Honorio Delgado Espinoza, también conocido como Hospital General de Arequipa, es uno de los hospitales públicos más grandes e importantes del sur del Perú. Ubicado en la ciudad de Arequipa, funciona como hospital de referencia para muchas regiones aledañas, brindando atención médica especializada y una amplia gama de servicios. 

## Historia
El hospital fue fundado en 1954, durante el gobierno de Manuel A. Odría, con el propósito de ser un centro de referencia para la atención médica en la región sur del país. El establecimiento fue diseñado para ser el hospital más grande y moderno en esa época en el sur del Perú, con el objetivo de mejorar el acceso a la atención médica especializada para los ciudadanos de Arequipa y las regiones vecinas. Inicialmente se denominaba "Hospital Antituberculosis N°4" o "Sanatorio N°2", debido al terremoto del 15 de enero de 1958 el Hospital Goyeneche fue destruido y se construyó parte del Hospital Honorio Delgado, inicio sus operaciones con 200 camas El hospital lleva el nombre de Honorio Delgado Espinoza, un eminente psiquiatra y neurólogo peruano, considerado una de las figuras más influyentes en la historia de la medicina en el Perú. Delgado fue pionero en la psiquiatría y tuvo una destacada carrera como profesor y académico, siendo rector de la Universidad Nacional Mayor de San Marcos en Lima.
A lo largo de los años, el hospital ha pasado por varias etapas de modernización y expansión para poder adaptarse a las crecientes demandas de la población. Se han construido nuevas áreas especializadas, tales como servicios de oncología, pediatría, ginecología y traumatología, y se ha reforzado la capacidad del hospital para responder a emergencias regionales.
El hospital también ha sido un centro importante para la enseñanza médica y la formación de profesionales de la salud. En colaboración con la Universidad Nacional de San Agustín y otras instituciones educativas de Arequipa, ha formado a generaciones de médicos, enfermeras y especialistas en diversas áreas de la medicina.